# Majalgaon
Majalgaon ist eine Stadt im indischen Bundesstaat Maharashtra.
Die Stadt ist Teil des Distrikts Beed. Majalgaon hat den Status eines Municipal Council. Die Stadt ist in 23 Wards gegliedert. Sie hatte am Stichtag der Volkszählung 2011 insgesamt 49.453 Einwohner, von denen 25.539 Männer und 23.914 Frauen waren. Hindus bilden mit einem Anteil von ca. 56 % die größte Gruppe der Bevölkerung in der Stadt gefolgt von Muslimen mit ca. 36 % und Buddhisten mit ca. 7 %. Die Alphabetisierungsrate lag 2011 bei 82,60 %.
Die Stadt befindet sich Nahe dem 1987 errichteten Majalgaon Dam.